# Pillage

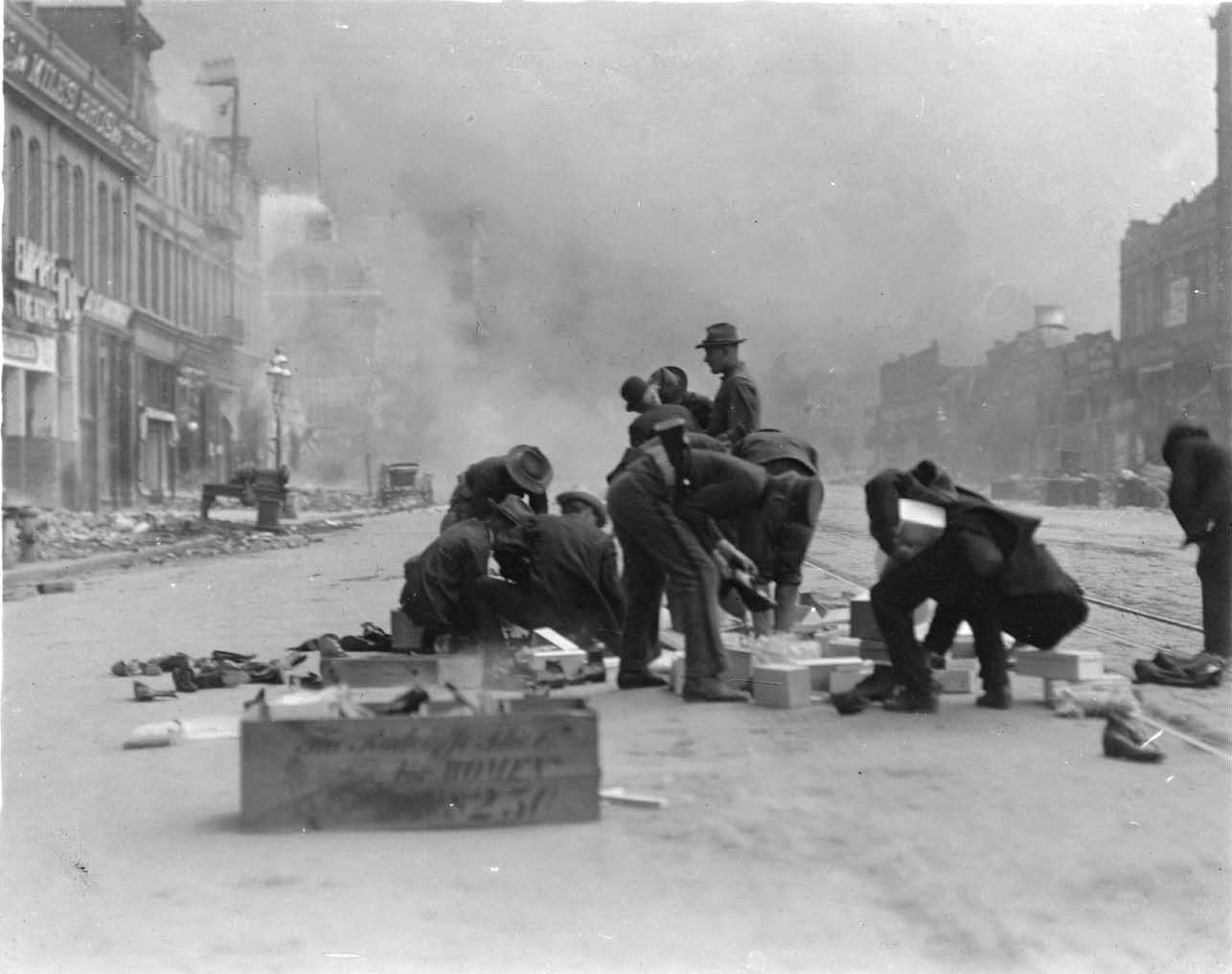
Des soldats américains pillent des chaussures sur Market Street à San Francisco, durant l'incendie qui a suivi le séisme de 1906.

Le pillage est un acte de guerre ou de banditisme de masse qui tient de la destruction et du vol massif, souvent accompagné de viols.
L'un des types connus de pillages est la razzia, pratiqué durant l'histoire entre divers ethnies et peuples.
Le droit pénal français réprime sévèrement le pillage : le fait de se livrer, avec des armes ou à force ouverte, au pillage d'une ville ou d'une localité, même prise d'assaut, est puni de quinze ans de réclusion criminelle (code pénal, article 461-15).
Par extension, cette notion désigne les actes civils semblables pouvant se produire, à moins grande échelle, lors de catastrophes naturelles comme l'ouragan Katrina, la tempête Xynthia ou des séismes.
Enfin, le pillage moderne couvre désormais les domaines de la propriété intellectuelle, du savoir technologique et du patrimoine archéologique.

## Histoire

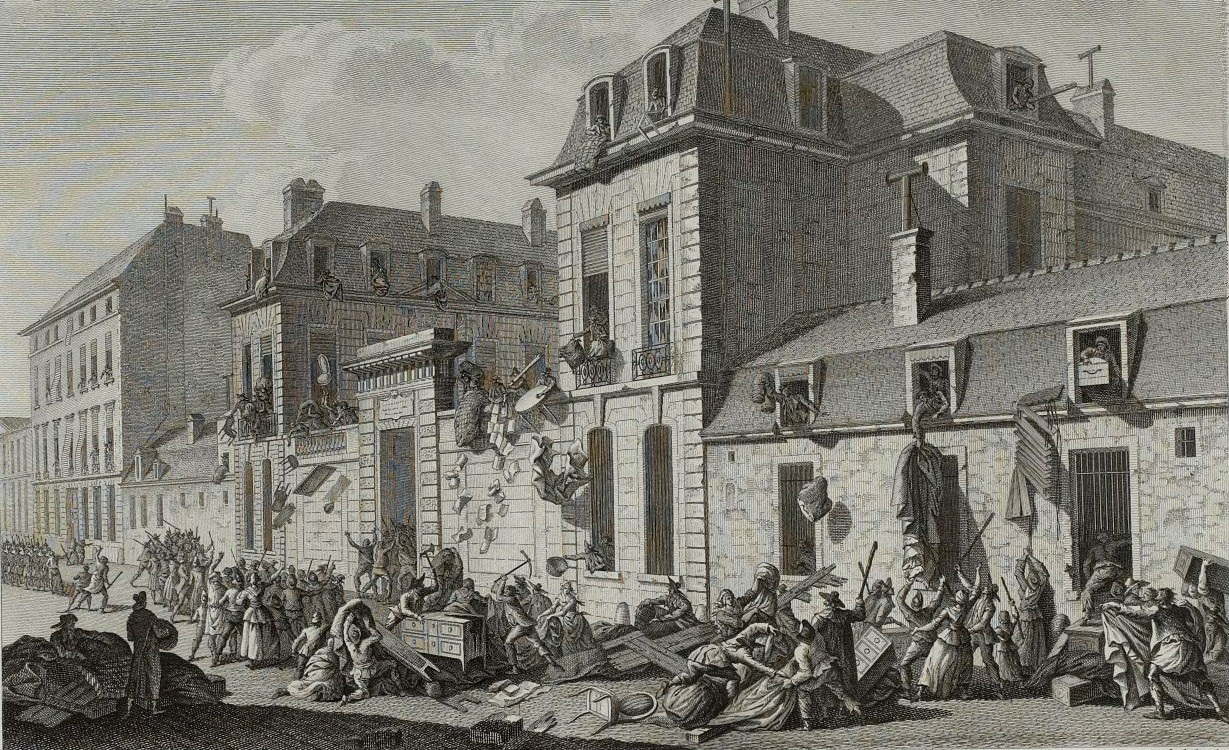
Pillage de l'hôtel de Castries pendant la Révolution française.
(Musée de la Révolution française).

À la fin du XIIe siècle av. J.-C., sous le règne du pharaon Ramsès IX, les pilleurs de tombes royales sont soumis au supplice du pal. La violence de ce procédé d'exécution est faite pour dissuader les potentiels pilleurs et rassurer l'opinion publique, inquiète car les délinquants ont bénéficié de complicités au sein de l'administration.
Le pillage est souvent un instrument de pouvoir pour un chef de guerre : en permettant à ses troupes de le pratiquer, ou en en régulant le partage (cf. l'épisode du Vase de Soissons), il s'assure leur loyauté.
Les plus célèbres pillards du haut Moyen Âge sont les Vandales et les Huns, durant leurs conquêtes. Les peuples germaniques mettent à sac Rome à trois reprises durant les grandes invasions. Les Normands ont aussi organisé des expéditions de pillage qui ont déstabilisé l'Empire carolingien. Le sac de Byzance par les Croisés en 1204 est également un épisode de pillage majeur.
Au Moyen Âge, lorsque des épaves sont échouées sur la côte, les seigneurs côtiers et les populations prétendent exercer sur ces épaves maritimes un droit de bris ou d'épave, contre lequel progressivement les autorités s'insurgent et le roi affirme son droit régalien. Le pilleur d'épave se contente de piller la cargaison d'un navire échoué, mais est redouté, et donne naissance au fantasme ou mythe du naufrageur qui provoque volontairement le naufrage d’un navire pour s'enrichir.
Pendant les guerres, lorsqu'un territoire était conquis, les chefs de guerre prenaient leur part de butin et souvent laissaient aux troupes quelques jours pendant lesquels elles étaient autorisées à piller et violer les populations conquises. Cette durée fut, par exemple, de trois jours pour les Turcs lors de la prise de Constantinople en 1453.
Pendant la Révolution française, plusieurs monuments historiques et cathédrales sont pillés par les insurgés, causant la perte de reliques très anciennes, d'œuvres d'art, de mobiliers, de bibliothèques, d'archives historiques. Par exemple le pillage de l'hôtel de Castries (gravure de Jean-Louis Prieur, Musée de la Révolution française).
Lors de la Première Guerre mondiale, dès leur entrée en Belgique en 1914, les Allemands pillent des fermes, des villages, des usines et entrepôts, massacrent des citoyens paisibles et fusillent des otages, comme lors du sac de Dinant. À Louvain, la ville est pillée et dévastée. La Bibliothèque universitaire de Louvain, notamment, disparut dans les flammes. Ces destructions et pillages sont des crimes de guerre et des dommages de guerre et entraînent la demande des Réparations de la Première Guerre mondiale.
Hjalmar Schacht est parmi les organisateurs de l'économie de guerre. Il est affecté à l'état-major du général Karl von Lumm (1864-1930), pour organiser les acquisitions ou réquisitions allemandes en Belgique occupée, et les contributions belges forcées. Il est renvoyé pour des opérations jugées indélicates de près de 500 millions de francs belges relatives aux réquisitions.
Le pillage du pays a été systématique. Le Reich allemand puise largement dans les ressources de la Belgique industrielle, la Wallonie (Das reiche Industrie- und Handelsland Belgien). Il prélève une contribution de guerre de 40 millions de francs par mois pour frais d'entretien de l'armée d’occupation et de l’administration, puis 50 puis 60 millions. Dès 1914, les réquisitions sont innombrables ; les produits alimentaires et industriels sont destinés aux Allemands. À la fin de la guerre, 600 000 vaches avaient été réquisitionnées ainsi que 10 000 chevaux de trait. À partir de 1917, l'industrie est progressivement démantelée, les machines sont réduites sur place en mitraille ou démontées et transférées en Allemagne. (Les usines de voitures comme FN (automobile) (Fabrique Nationale, du groupe FN également spécialisé dans l’armement), Impéria et Minerva, perdent tous leurs outillages . L'usine de voitures haut de gamme Minerva , la plus grande de Belgique, est occupée par les Allemands, qui ont tout volé ). Sur 60 hauts-fourneaux en Wallonie, 9 sortent intacts de la guerre. En 1918 on ne produit que 250 000 tonnes de fonte contre 2 300 000 en 1912 ; sur 27, seules 5 usines d'acide sulfurique sont encore en état de fonctionner ; le vol des brevets et des secrets de fabrication est considérable. En outre, plus de 66 000 maisons sont détruites, 11 000 très endommagées, des centaines de ponts et chaussées endommagés ou détruits, et la nécessité de reconstruire la moitié des voies ferrées, ainsi que des voies d'eau.
Lors de la Seconde Guerre mondiale, les tribunaux nazis allemands condamnent de nombreux pillards à des peines draconniennes y compris des peines de mort. Mais le régime organise la mainmise sur l'économie des pays occupés : Le rapport du gouvernement norvégien de 1945 sur les crimes de l'occupation allemande souligne les violences envers les civils, lors du pillage économique du pays.
Il y a aussi les pillages commis par le régime nazi, comme les œuvres d'art pillées dans les musées des pays occupés, restituées après-guerre. Mais restent des familles juives spoliées auxquelles leurs biens n'ont pas été rendus et qui ont dû parfois intenter des procès pour les récupérer.
Les pillages opérés par l'armée soviétique non seulement en Allemagne orientale, y compris à Berlin, mais aussi dans les pays où se sont déroulés les combats (Pologne, Hongrie), sont un sujet tabou. Dans les années 1990, la Russie a enfin reconnu détenir des biens pillés par les nazis et accaparés ensuite par l'armée soviétique, dont les archives françaises de ministères, d'hommes politiques, de juifs, socialistes ou francs-maçons et de fédérations syndicales. Il a fallu attendre 1994 pour qu'elle admette que « le trésor de Troie » découvert par Heinrich Schliemann en 1873 et légué par lui au Musée ethnologique de Berlin se trouve à Moscou, au musée Pouchkine.

## Pillage archéologique
Le pillage archéologique est l'acte de fouiller de manière illégale un site archéologique.
Le pillage induit une détérioration voire une destruction des sites archéologiques et des données qu'ils auraient pu livrer. En dehors de l'aspect du matériel archéologique (pièces de monnaie, fibules, tessons ou tommettes, etc.), ce sont toutes les données relatives à l'emplacement de l'objet, son intégration dans un ensemble archéologique, sa position au sein des différentes couches stratigraphiques qui sont alors irrémédiablement perdues.
Le patrimoine culturel subaquatique est protégé par l'UNESCO dans une convention spéciale : la Convention sur la protection du patrimoine culturel subaquatique. L'héritage culturel subaquatique était jusqu'alors négligé dans les textes juridiques protégeant le patrimoine culturel. Ce manque de protection a mené à de nombreux pillages de sites archéologiques immergés. La Convention sur la protection du patrimoine culturel subaquatique vise à permettre aux états parties de mieux protéger leur patrimoine culturel subaquatique grâce à un cadre juridique international.

### Situation en France

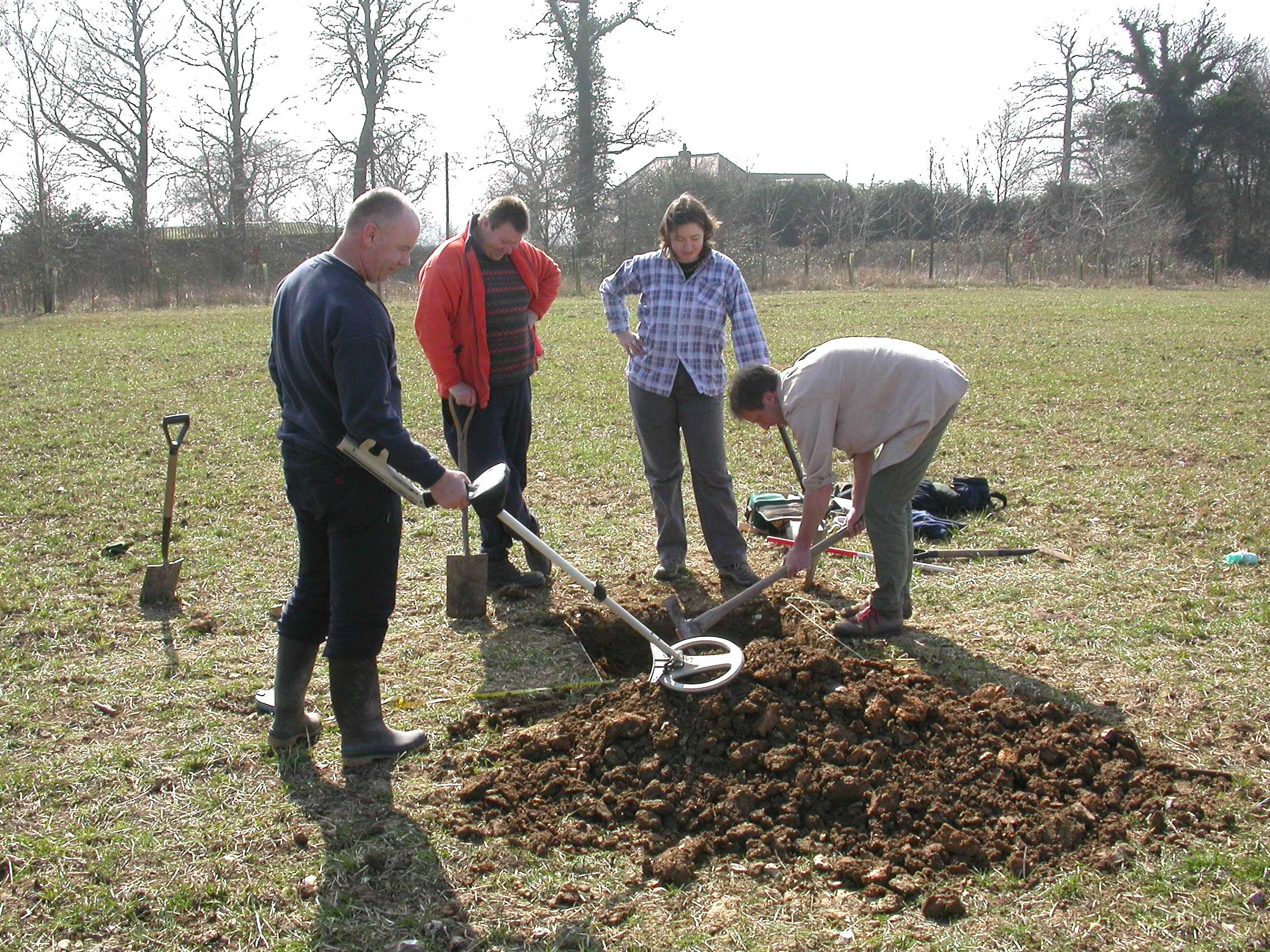
En France, la recherche d'objets intéressant l'archéologie effectuée sans autorisation administrative est punie par la loi.

En France, toute fouille nécessite une autorisation spéciale accordée par la Direction régionale des Affaires culturelles (Drac) depuis la promulgation de la loi de 1989. Cette loi a été reprise en 2004 par l'article L.542-1 du Code du patrimoine. Un utilisateur de détecteur de métaux dépourvu d'autorisation effectuant des fouilles avérées sur un site connu comme archélologique encourt une peine de sept ans de prison et 100 000 € d'amende, voire dix ans et 150 000 € dans le cas d'une fouille illégale en groupe. En août 2014, un viticulteur a été condamné à 197 000 € d'amende pour avoir dérobé plusieurs milliers d'objets archéologiques. En revanche la détection de loisir est autorisée avec accord du propriétaire du terrain.
Selon l'association Halte au pillage du patrimoine archéologique et historique (HAPPAH), on estime le nombre de « détectoristes » entre 10 000 et 70 000. Néanmoins ce nombre ne signifie pas que tous les « détectoristes » sont des pilleurs.
L'usage des détecteurs de métaux sans autorisation préfectorale à des fins archéologiques est dénoncé par les archéologues car il entraîne irrémédiablement la destruction de sites archéologiques comme l'indique Jean-Paul Jacob, alors président de l'INRAP.

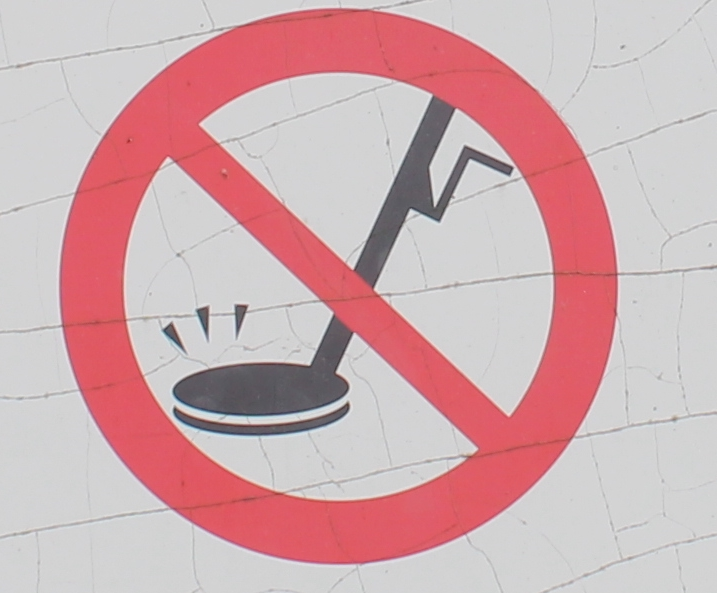
Panneau Interdit aux détecteurs de métaux.

La prospection est totalement interdite dans plusieurs régions, pour cause d'abondance de munitions anciennes non explosées lors des deux guerres mondiales. Ces zones incluent la Picardie, la Normandie, Verdun. L'association HAPPAH estime également que près d'un tiers des utilisateurs clandestins d'appareils de détections sont à la recherche de matériel militaire. En dix ans, 30 d'entre eux ont été tués au cours de leur recherche par l'explosion d'une munition ancienne. En 2009, elle a recensé dix décès liés à cette pratique en Europe.

### Situation dans le monde
Le trafic d'antiquité et de pièces archéologiques est souvent considéré comme le second trafic le plus lucratif au monde, après le trafic de drogue. Il génère plusieurs milliards d'euros par an.
Si le pillage et la destruction de sites archéologiques sont présents partout dans le monde, y compris en France et en Europe, ils sont particulièrement préoccupants dans les pays du Tiers-Monde dépositaires d'une histoire ancienne. L'Égypte, Israël, la Turquie et les pays du Maghreb sont parmi les plus touchés, ainsi que l'Irak depuis l'invasion américaine en 2003. En Amérique latine, de nombreuses sépultures précolombiennes sont profanées et pillées afin de récupérer des pièces métalliques qui peuvent être revendues aux touristes comme souvenirs. En Afrique, cela concerne également les objets de l'époque préhistorique.

## Pillage technologique
Le développement considérable du Web, l'utilisation des sources ouvertes comme méthode de renseignement (par le complotiste Robert Steele par exemple), accroît la visibilité sur les ressources, notamment informatiques, des entreprises, et peut conduire à certaines formes de pillage technologique.
Les méthodes de recherche d'information à l'aide de moteurs de recherche, sur des ressources informatiques indexées, peuvent utiliser des registres de métadonnées, ce qui accroît l'efficacité des recherches. Ces méthodes, le plus souvent légales, peuvent dans certains cas transgresser la législation.